# Файфе, Режиналду
Режиналдо Артур Файфе (порт. Reginaldo Artur Faife; 14 июня 1990, Келимане, Мозамбик) — мозамбикский футболист, нападающий. Бывший игрок сборной Мозамбика.

## Карьера
Футбольную карьеру начал в 2013 году в составе клуба «Насьонал». В 2015 году стал игроком португальского клуба «Санта-Клара».
В 2016 году перешёл в клуб «Люфтетари», за который провел 32 матча. В 2017 году подписал контракт с албанским клубом «Кукеси».

## Достижения

### Командные
«Кукеси»
- Обладатель Кубка Албании: 2018/19

### Личные
- Лучший бомбардир чемпионата Албании: 2018/19 (13 голов)